# Sandlök
Sandlök (Allium vineale) är en växtart i släktet lökar och familjen amaryllisväxter. Den beskrevs av Carl von Linné i Species plantarum 1753.
Sandlöken blir upp till 70 centimeter hög. Den har oftast få blommor utan i stället ett flertal groddknoppar (bulbiller) i blomställningen. Den förekommer på torra, kustnära platser i större delen av Europa med omnejd och har även introducerats och naturaliserats i flera andra delar av världen.

## Beskrivning
Arten är flerårig och blir omkring 30–70 centimeter hög. Den har en upprätt, tunn och seg stjälk och smala, nästan trinda, något rännformade blad med lång bladslida. Bladen är ofta förvissnade vid blomningstiden, som äger rum i juli–augusti. Blomställningen har talrika bulbiller men få eller inga blommor, och ett kort hölsterblad, av ungefär samma längd som blomhuvudet. Blommorna har långa skaft och violetta kalkblad. De har långa ståndare; de tre inre har flikar på båda sidor om ståndarknappen. Ibland saknas blommor helt, och blomställningen består enbart av bulbiller.
Sandlöken kan förväxlas med backlök (A. oleraceum) och rosenlök (A. carinatum), men dessa två arter har två hölsterblad, och åtminstone ett av dem är mycket längre än blomställningen. Ståndarna hos dessa arter saknar också flikar på strängarna.

## Utbredning
Sandlök växer vilt i så gott som hela Europa samt i Nordafrika och Mellanöstern fram till Iran. I Sverige förekommer den främst längs kusten från Skåne till Uppland, och är ganska vanlig på Öland och Gotland men i övrigt mindre allmän eller sällsynt. Sandlökens utbredning i landet lär på ett anmärkningsvärt sätt sammanfalla med ramslökens, medan backlökens utbredning sammanfaller med vårlökens.
Arten har även införts och naturaliserats i delar av Nord- och Sydamerika och i Australien.

## Habitat
Sandlöken växer på torra, öppna marker, som sandiga åkrar, torra betesbackar, klippor och vägrenar, framför allt i kustnära miljöer.

## Namn
Artepitetet vineale härleds från latinets vinea, 'vinstock, vinberg', och betyder 'växande i vingårdar'.

## Underarter och varieteter
I Sverige erkänns två varieteter av sandlöken, blek sandlök (A. v. var. vineale), som har få blommor och många bulbiller, samt purpursandlök (A. v. var. purpureum), som har många blommor och få eller inga bulbiller.  I Plants of the World Online anges inga underarter eller varieteter.